# Alfredo Guzzoni
Alfredo Guzzoni (1877. – 1965.), je bio talijanski vojni časnik koji je služio u oba svjetska rata. Od 1936. do 1937. bio je guverner Eritreje, imao je važnu ulogu u invaziji Albanije, te je 1940. bio vrhovni zapovjednik te invazije. Dana 29. studenog 1940. naslijedio je Ubalda Soddua na mjestu Nižeg ministra rata i zamjenika Vrhovnog stožera. Godine 1943. zapovijedao je talijanskom vojskom i 6. armijom za vrijeme savezničke invazije na otoke Sicilije.

## Vanjske poveznice
- http://www.generals.dk/general/Guzzoni/Alfredo/Italy.html